# 沈常福馬戲團
沈常福馬戲團是一包含雜耍、動物雜技等的馬戲團，起源自東南亞。
受到吳錫洋1956年在台北新公園演出。聯邦掛名的第一部電影。但隨著馬戲團的沒落，在香港購票者少而虧本，最後許多動物都餓死或賣去當地的動物園。
經營不善倒閉，子孫在馬來西亞開餐廳